# Slakrupsvlinders
De slakrupsvlinders (Limacodidae) zijn een familie van vlinders uit de superfamilie Zygaenoidea. De familie telt een vijfhonderdtal beschreven soorten; de meeste hiervan komen in de tropen voor.
De kleine tot middelgrote vlinders zijn vaak behaard en felgekleurd. Hun Nederlandstalige naam danken ze aan de vorm van de rupsen, die vaak sterke gelijkenis met een slak vertonen.

## Onderfamilies
- Chrysopolominae
- Limacodinae

## Enkele geslachten
In Europa voorkomende geslachten zijn:
- Apoda
  - Apoda limacodes - Slakrups
- Heterogenea
  - Heterogenea asella - Kleine slakrups
- Hoyosia
  - Hoyosia codeti
  - Hoyosia cretica